# Foro de las Naciones Libres Posrusas
El Foro de las Naciones Libres Posrusas (FNLP o FSNP ; en ruso: Форум свободных народов Пост-России, romanizado: Forum svobodnykh narodov Post-Rossii) es un foro fundado por activistas de la oposición, movimientos regionales y separatistas en Rusia, así como simpatizantes extranjeros, que aboga por la desintegración de la Federación Rusa. Se registró en Polonia.
Según sus propias declaraciones, el foro tiene como objetivo luchar por la " descolonización, desocupación, descentralización, desputinización, desnazificación y desmilitarización de Rusia".
El 17 de marzo de 2023, el foro fue declarado  "organización indeseable " en Rusia.

## Meta
Los representantes del Foro creen que todos los pueblos de Rusia están actualmente ocupados por un régimen racista, por lo que deben trabajar sistemáticamente para su liberación y lograr la plena soberanía, incluida la independencia.
Objeto del Foro:
- la deconstrucción de estados democráticos estables, soberanos y separados en Rusia;
- desimperialización y descolonización para asegurar la independencia cultural, política y económica del régimen de ocupación de Moscú;
- desmilitarización y desnuclearización del espacio ruso, creación de una nueva arquitectura de seguridad;
- investigación de criminales del régimen ruso, tribunal de organizadores, ideólogos, castigo de criminales de guerra, depuración de participantes;
- reconstrucción económica y social para garantizar la estabilidad de las instituciones, la democracia y la integración de nuevos estados en la arquitectura de seguridad global, compensación por daños a los estados /Ucrania, Georgia, Ichkeria.../. [4]

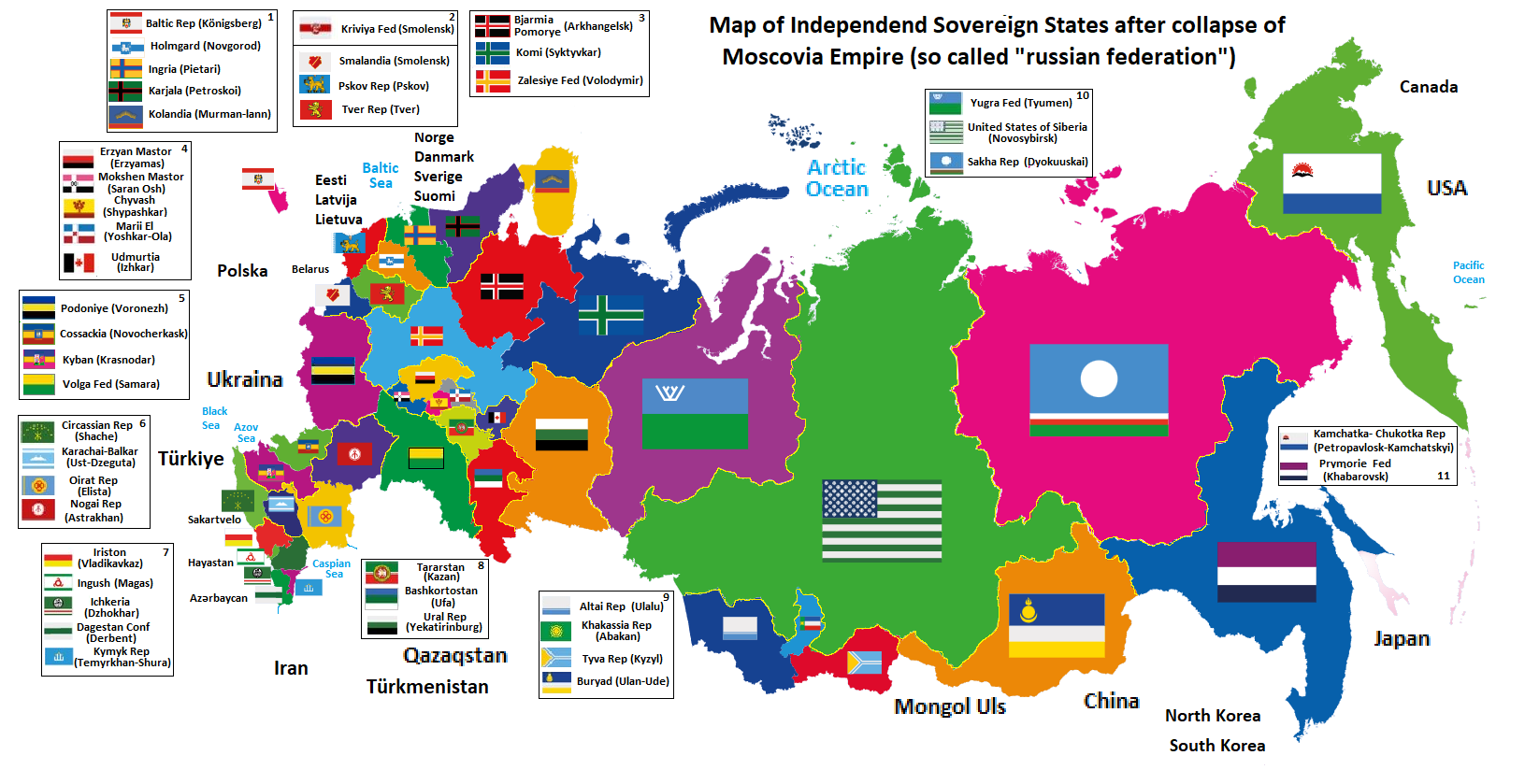
Una de las opciones para la división de Rusia (2023) [https://www.freenationsrf.org/

## Historia

### Primer foro
El primer Foro de las Naciones Libres Posrusas se celebró los días 8 y 9 de mayo de 2022 en Varsovia, Polonia. Al foro asistió el exdiputado de la Duma estatal Ilya Ponomarev, así como representantes de varios movimientos regionalistas y separatistas dentro de Rusia, como los de Baskortostán, Chechenia y Siberia. En el primer foro, el Foro de Rusia Libre, otra organización de la oposición rusa, fue criticado abiertamente, y el periodista Vadim Shtepa afirmó que estaba dominado por el "pensamiento centralista". También participaron en el foro el político opositor bielorruso Pavel Latushko; la eurodiputada y exministra de Asuntos Exteriores de Polonia, Anna Fotyga; el exministro de Asuntos Exteriores de Ucrania, Pavlo Klimkin; y el exsecretario de Defensa de los Estados Unidos, Christopher Miller .
Los participantes del foro pidieron, entre otras cosas, la disolución de Rusia y afirmaron que el gobierno de Rusia estaba cometiendo abiertamente etnocidio y genocidio contra no rusos, tanto en Ucrania como en Rusia, así como también mata ciertos idiomas allí hablados.

### Segundo foro
El segundo foro se celebró en Praga, República Checa, del 22 al 24 de julio de 2022. Al foro asistieron Ponomarev, Klimkin y el exlíder checheno Akhmed Zakayev, entre otros.[cita requerida] El foro adoptó una posición que pide que Rusia sea declarada un estado terrorista y descolonizada. Se publicó un mapa en el foro, donde Rusia se divide en 34 estados, incluidos Chechenia y Siberia independientes.

### Tercer foro
El tercer foro se celebró en Gdańsk, Polonia, del 23 al 25 de septiembre de 2022. Su enfoque fue "la liberación del imperio del Kremlin y el regreso a los penates europeos nativos" de los estados "viejos-nuevos" de la región occidental de la Rusia actual.

### Cuarto Foro
El cuarto Foro se celebró del 7 al 11 de diciembre en Helsingborg, Suecia. En diciembre, los diputados de la Duma Estatal de Rusia aprobaron en primera lectura dos leyes directamente relacionadas con el FNLP. Las nuevas normas legales introducen castigos y equiparan la distribución o exhibición de mapas e imágenes que "niegan la integridad territorial de Rusia" con el extremismo. La razón para desarrollar tal ley fue el mapa, que se convirtió en una de las marcas registradas y símbolos del Foro. En él, en el lugar de la actual Federación Rusa, se colocan varias decenas de estados con sus banderas.

### Quinto Foro
El 31 de enero de 2023 se celebró el V Foro de las Naciones Libres Posrusas en el edificio del Parlamento Europeo en Bruselas. Su tema principal fue "Rusia imperial: conquista, genocidio y colonización. Perspectivas de desimperialización y descolonización". Durante la sesión, los representantes de cinco regiones de Rusia (los Urales, Königsberg (región de Kaliningrado), Ingria (región de Leningrado), Siberia y Kubán) anunciaron el inicio de los preparativos para los referéndums sobre su independencia. El inicio de los referéndums en línea estaba programado para el 16 de febrero de 2023, pero a partir del 9 de febrero, el Servicio Federal de Supervisión de las Telecomunicaciones, Tecnologías de la Información y Medios de Comunicación de Rusia bloqueó las páginas de los referéndums en línea sobre la secesión de varias regiones de Rusia.

### Sexto Foro
Del 25 al 28 de abril, en el Instituto Hudson (Washington), en el Ayuntamiento de Filadelfia y en el Instituto Ucraniano de América (Nueva York), se celebró el VI Foro de las Naciones Libres Posrusas, cuyo tema central fue "El nuevo futuro del norte de Eurasia: arquitectura del espacio posruso". En el foro participaron representantes de los movimientos de pueblos esclavizados y regiones de Rusia. Además, se sumaron al evento analistas, políticos, diplomáticos, expertos, científicos y personalidades públicas de diferentes países.
En particular, durante el Foro se discutieron las posibilidades de crear una nueva arquitectura de seguridad global y regional.

### Séptimo Foro
VII Foro de Estados Libres post-rusos "Perspectivas del Espacio Post-Ruso: Desafíos y Oportunidades para Asia Oriental y del Norte" tuvo lugar en Japón los días 1 y 2 de agosto de 2023 . El primer día se llevó a cabo en el Parlamento de Japón. Entre los oradores (representantes de Japón) estuvieron, entre otros, 4 diputados en funciones del Parlamento de Japón: Suzuki Yosuke, Wada Yuichiro, Kamata Sayuri, Suzuki Atsushi. En el segundo día, nuevos oradores tomaron la palabra, incluyendo a Kamill Galeev, Boris Stomakhin, Juraj Mesík (Eslovaquia), Gianni Vernetti (Italia), Oleksiy Honcharenko (Ucrania), David Piguet (Francia) y otros.
Como resultado del VII Foro, se firmó la Declaración de Tokio.
La descolonización y reconstrucción de la posrusia, su transformación en 40 estados independientes, serán beneficiosas para Japón y para todo el mundo libre, promoviendo la completa desnuclearización y desmilitarización de la región. Los nuevos estados en el este de Asia se convertirán en aliados de Japón, Estados Unidos, Taiwán y Corea del Sur, debilitando la influencia de China y Corea del Norte. Esto conducirá a la reducción de la inestabilidad geopolítica, los riesgos y las amenazas que Rusia genera y exacerba en todo el mundo. También se espera la estabilización del mercado de hidrocarburos.
El Ministerio de Asuntos Exteriores de la Federación Rusa expresó su protesta a la Embajada de Japón en la Federación Rusa, debido a la provisión de un lugar para la realización del VII Foro de Naciones Libres de PostRusia[16]. El Gobierno de Japón, a su vez, respondió que no respaldó la realización del Foro a nivel oficial .

### Octavo Foro
El VIII Foro de Estados Libres post-rusos "Beneficios Globales de la post-rusia" tuvo lugar en el Reino Unido (Londres) y Francia (París) del 26 al 28 de septiembre.
Los participantes y oradores incluyeron a más de 50 representantes de naciones y regiones ocupadas por la Federación Rusa, así como analistas y expertos de los centros de pensamiento en el Reino Unido y Francia con especialización en geopolítica, comercio, derecho, economía, política y diplomacia de la OTAN, la UE, Ucrania, miembros del Parlamento Europeo, partes interesadas clave, líderes de medios de comunicación y opiniones públicas, periodistas y visitantes. 
За los resultados del Foro, se firmó el: Pacto Post-ruso sobre la Ausencia de Armas Nucleares. Los nuevos estados se comprometen a ser 100 % libres de armas nucleares, asegurando la desnuclearización pacífica de toda la Eurasia del Norte y el Este de Asia, siendo esta la condición principal para el reconocimiento, legitimación y futura asociación en las relaciones internacionales. 

### Noveno Foro
IX Foro de Estados Libres post-rusos "Después del Imperio: Nuevos Estados Independientes sin Militarismo, Colonias e Ideologías Misantrópicas" tuvo lugar en Roma (Italia) / Berlín (Alemania) del 11 al 14 de diciembre de 2023. 
Resumen del IX Foro de Naciones Libres Post-Rusia:
Se emitió el Decreto sobre la estructura territorial de los Estados Independientes en el espacio post-ruso, un acuerdo voluntario entre líderes y representantes de movimientos nacional-liberadores y anticolonialistas sobre los principios fundamentales para definir las fronteras y límites de los Estados Independientes en el espacio post-ruso.

## Mesa de coordinación del foro y participantes
Rafis Kashapov - ministro de programas del gobierno de Tartaristán independiente. Empleado del movimiento "Free Idel-Ural" en Gran Bretaña, emigrado político.
Andrii Almanis - presidente del Instituto de las Regiones de Rusia (Lituania), presidente de la sociedad internacional de apoyo "El Camino a María", publicista, escritor y dramaturgo.
Paulo Mezerin - politólogo, analista, periodista y experto en las relaciones entre Ucrania y Rusia. Líder del movimiento "Free Ingria". Nacido y vivido hasta 2014 en San Petersburgo, emigrante político.
Inna Kurachkina - periodista y productora de INEWS (Ichkeria-News), representante del presidente del Gabinete de Ministros de la ChRI. Ucraniano, nacido en Georgia, emigrante político.
El sitio web oficial presenta una lista de 50 principales ponentes y miembros del consejo coordinador del Foro 
El número total de ponentes y participantes del foro es de más de 200 personas.

## Posiciones políticas
El Foro de las Naciones Libres Posrusas ha sido presentado por sus miembros como una alternativa federalista a otros foros de oposición, como el Foro de Rusia Libre, y ha promovido la disolución de Rusia en una nueva federación o confederación. Los miembros del Foro han pedido unidades compuestas por minorías étnicas rusas dentro de las Fuerzas Armadas de Ucrania y también han descrito la resistencia de Ucrania a la invasión rusa de Ucrania en 2022 como modelo para las minorías dentro de Rusia.

## Críticas
El politólogo Alexander Kynev dijo que los "poco conocidos [separatistas o confederalistas] participantes del Foro, que tienen poca comprensión del estado de ánimo dentro del país, presentaron un regalo a la propaganda rusa, que ya repite periódicamente que los enemigos de Rusia quieren dividirlos y destruirlos". Vadim Shtepa, un destacado regionalista ruso y uno de los fundadores de la organización, se retiró del Foro en diciembre de 2022 y lo condenó como una "parodia" que, en lugar de realizar un trabajo analítico serio sobre la desimperalización, se centró en "ruido" y declaraciones de independencia "vacías" de emigrantes que no tendrían ningún efecto práctico en sus respectivas regiones.
En el sitio web de "SVTV", el medio del político Mijaíl Svetov, había un mensaje sobre "agentes de seguridad del estado que se reunieron... un foro para recordarle que si no es Putin, entonces una guerra civil" y "pintó el contorno de un mapa sin pensar realmente en el significado de las reformas propuestas".
El 25 de julio, el jefe de Chechenia, Ramzan Kadyrov, ridiculizó el Foro de las Naciones Libres Posrusas, celebrado en Praga. Agradeció a los "pseudoliberales" por confirmar las palabras del liderazgo ruso sobre los intentos de desintegrar el país.
El FNLP fue también criticado por tachar a los otros grupos de oposición rusos (especialmente la Legión Libertad de Rusia ) de "imperialistas".
Marlène Laruelle escribió que los políticos occidentales no deberían confundir las declaraciones radicales de los exiliados políticos con las opiniones de los ciudadanos rusos, incluidas las del FNLP con su llamado a la "liberación de las naciones cautivas", frase que se remonta a la época imperial y el Bloque de Naciones Antibolcheviques, respaldado por la CIA; también argumentó que abogar por la ruptura de Rusia es una estrategia falsa que sería "catastrófica para la seguridad internacional" y que deriva de la falta de conocimiento de lo que "mantiene unida a la sociedad rusa en toda su diversidad".